# Luca Bagliani
Luca Alberto Paolo Bagliani (Milano, 16 ottobre 1959) è un politico italiano.

## Biografia
Dottore commercialista, alle elezioni politiche del 1996 viene eletto deputato con la Lega Nord vincendo nel collegio uninominale di San Martino Buon Albergo con il 39,4%, sconfiggendo sia il candidato dell'Ulivo sia quello del Polo per le Libertà. 
Nell'autunno del 1999 abbandona il proprio partito e aderisce ai Popolari Udeur di Clemente Mastella, votando quindi a favore della fiducia ai governi di centrosinistra. Conclude il proprio mandato parlamentare nel 2001.

### Controversie
Luca Bagliani venne chiamato in tribunale per un'inchiesta di compravendita voti nel 1999. Un articolo di Repubblica dell'epoca cita: "Luca Bagliani potrebbe finire in tribunale per la vicenda nota come compravendita di voti a Montecitorio che tra il novembre e il dicembre 1999 scosse il mondo politico già alle prese con la crisi del Governo D'Alema. La Procura di Roma, dopo aver aperto un'inchiesta a dicembre di quello stesso anno, chiede il rinvio a giudizio per l'ex leghista e anche per i due presunti complici Roberto Maroni e Cesare Rizzi. Bagliani è accusato di aver offerto denaro ai colleghi Paolo Bampo, Cesare Rizzi, Franco Gambato e Stefano Signorini per convincerli a lasciare i loro gruppi parlamentari e passare a quelli dell'Udeur, cambiando il proprio orientamento di voto. Rizzi e Maroni avrebbero invece aiutato Bagliani a eludere le indagini degli inquirenti tenendo nascoste ai magistrati due registrazioni telefoniche. In queste Bagliani avrebbe detto chiaramente i nomi dei "mandanti" della compravendita".
Nel 2022 si candida come consigliere comunale a Verona, nella lista civica Sboarina Sindaco - Battiti per Verona. Il suo nome viene inserito fra gli impresentabili dalla commissione antimafia, destando polemiche.